# سنت پییر جولیز
سنت پییر جولیز (به انگلیسی: St-Pierre-Jolys) یک منطقهٔ مسکونی در کانادا است که در منیوبا واقع شده‌است. سنت پییر جولیز ۲٫۶۶ کیلومتر مربع مساحت و ۱٬۱۷۰ نفر جمعیت دارد و ۲۴۲٫۳۲ متر بالاتر از سطح دریا واقع شده‌است.